# 矢部規矩治
矢部 規矩治（やべ きくじ、明治元年9月20日（1868年11月4日） - 1936年（昭和11年）10月2日）は、日本の農学者（醸造学）、大蔵技師。清酒酵母の発見者であり、醸造試験所（酒類総合研究所の前身）の設立に関わるなど、日本の酒造業の発展に貢献した。また、科学的に納豆を研究した先駆者としても知られている。
位階・勲等は正三位勲二等。学位は農学博士。

## 生涯

### 生い立ち
前橋藩士の長男として、上野国勢多郡一毛村（現在の群馬県前橋市城東町）で生まれた。
群馬県中学校（現在の群馬県立前橋高等学校）卒業後、1886年（明治19年）に第一高等学校に進学。東京帝国大学農科大学（現在の東京大学農学部）に進み、農芸化学を専攻した。1894年（明治27年）7月に農科大学を卒業。大学院に進み、農科副手となる。

### 大学での納豆と清酒酵母の研究
矢部は、日本で初めて納豆（納豆菌）を微生物学的に研究したことでも知られる。1894年（明治27年）、納豆から桿状菌1種と小球菌3種を分離したことを『東京化学会誌』に発表した。1894年に『農科大学学術報告』に発表された "On the vegetable cheese, Natto" は、納豆に関する初の英語論文である。
矢部は古在由直のもとで、矢木久太郎らとともに日本酒醸造法の研究にあたった。日本酒の発酵過程については明治10年代以来研究と論争が続けられており、古在は清酒酵母の純粋培養説を唱えていた。1895年（明治28年）、矢部は古在と共同で、日本酒の醪（もろみ）から清酒酵母を分離することに成功。1897年（明治30年）には、清酒酵母の来源が稲藁であることを証明、これらの研究成果を『東京農科大学紀要』に "On the origin of Sake yeast (Sacckaromyces Sake)"の標題で発表した。なお、こうして発見された清酒酵母の学名は Saccharomyces sake であると認識されているが、実は1897年（明治30年）の矢部の論文でも本文中には Saccharomyces sake の名は記載されておらず、1908年（明治41年）の中沢亮治が別種の清酒酵母を発見した論文で用いたのが初出とされる。なお、現代では清酒酵母はいずれも Saockaromyces cerevisiae またはその変種とされている。

### 大蔵省への入省と醸造試験所
1896年（明治29年）6月、大蔵省に入省し、鑑定官に任じられた。専売局鑑定官・税関鑑定官を兼務し、酒類・たばこの鑑定にあたった。1901年（明治34年）6月、ヨーロッパに出張し、各国の税務や醸造事業を調査した。特にベルリン醸造研究所では醸造研究に従事し、組織や事業を調査した。1902年（明治35年）11月帰国した。1903年（明治36年）、醸造試験所設立準備委員に任命され、その設立に寄与。1904年（明治37年）に醸造試験所が設立されると、大蔵技師の本務はそのままに初代事業課長に就任し、醸造技術研究の計画・指導にあたった。
日清戦争後の時期は、日本酒の製造をめぐる大きな変化が見られた時期であった。酒造税は政府の重要な財源であり、1899年（明治32年）に酒造税は地租を抜いて国税の税収第1位となった。この時期は醸造の科学研究が進んだ時期でもあり、古在由直ら醸造学者たちは、従来の経験的・秘伝的な醸造技術に代わり、科学的な醸造技術を普及しようとした。古在由直は純粋酵母を使用することで従来の複雑な酒母製造工程（生酛参照）を省略することが可能となり、酒造経費を削減できるほか、清酒の腐敗（火落ち）問題も解決できると発表した。また、東京高等工業学校の奥村順四郎は、酒母（酛）に純粋酵母を添加することによって従来の製法よりも醸造期間を大幅に短縮できるとする添加酛法を発表していた。しかし、これらは「学者の酒造法」として酒造家（とくに杜氏たち）からは敬遠されていた。1901年（明治34年）、酒造税の増税（第三次）が行われると、担税能力を高めることが求められた酒造業者は、醸造技術の改良に取り組むこととなった。政府も税源涵養のため、醸造技術の研究・普及・指導に目を向けた。醸造試験所はこうした時代背景の下で設立され、各地の税務監督局に配置された技官が指導にあたった。1906年（明治39年）には醸造協会が設立され、会誌の発行、酵母（協会系酵母）の頒布、全国品評会（全国新酒鑑評会）や酒造講習会の開催を行った。
税務に携わる大蔵省技師としては、特許局審査官、関税訴願審査委員、条約改正準備委員などの役職を務めた。1910年（明治43年）10月に条約改正のためヨーロッパに出張。この際、イギリス・フランス・ドイツで醸造事業を視察し、1911年（明治44年）に帰国。
1915年（大正4年）、財団法人日本醸造協会の設立に関わって理事となった。また同1915年（大正4年）には、酒造技術者の全国組織である日本醸友会の結成に関与し、初代会長となった。1920年（大正9年）、農学博士の学位を授けられる。

### 晩年
1931年（昭和6年）12月、醸造試験所を退官。醸造試験所商議員、日本酒造組合中央会顧問などを務めた。
1936年（昭和11年）10月2日、駒込の自宅で心臓発作のため死去。享年69（満67歳没）。

## 記念
東京都北区滝野川の旧醸造試験所の赤レンガ倉庫前に、矢部の胸像がある。
この胸像は、1936年（昭和11年）に黒野勘六（醸造試験所技師）ら矢部の門下生らによって、寿像（生前に建てられる像）として発起されたものである。当時の試験所構内で除幕式が行われたのは、矢部死後の11月20日であった。

## 主要な著書
- 『通俗日用化学全書』博文館、1895年。doi:10.11501/847615。全国書誌番号:40067895。
- 朝比奈貞良, 日本和洋酒缶詰新聞社『大日本洋酒缶詰沿革史』（附・洋酒、罐詰、乳製品登録商標）日本和洋酒缶詰新聞社、1915年。doi:10.11501/954443。全国書誌番号:43022628。
- （矢部規矩治述）『本邦関税の沿革』（自由通商協会日本聯盟、1929年）